# Омати (станция)
Станция Омати (яп. 大町駅 Омати эки) — железнодорожная станция на линии Астрам-лайн расположенная в районе Асаминами, Хиросима. Островная, эстакадная крытая станция. Станция была открыта 20 августа 1994 года. На станции установлены платформенные раздвижные двери.

## История
Открыта 20 августа 1994 года.

## Близлежащие станции
| «       |  | Линия             |  | »          |
| ------- |  | ----------------- |  | ---------- |
| Фуруити |  | Линия Астрам-лайн |  | Бисамондай |

## Галерея

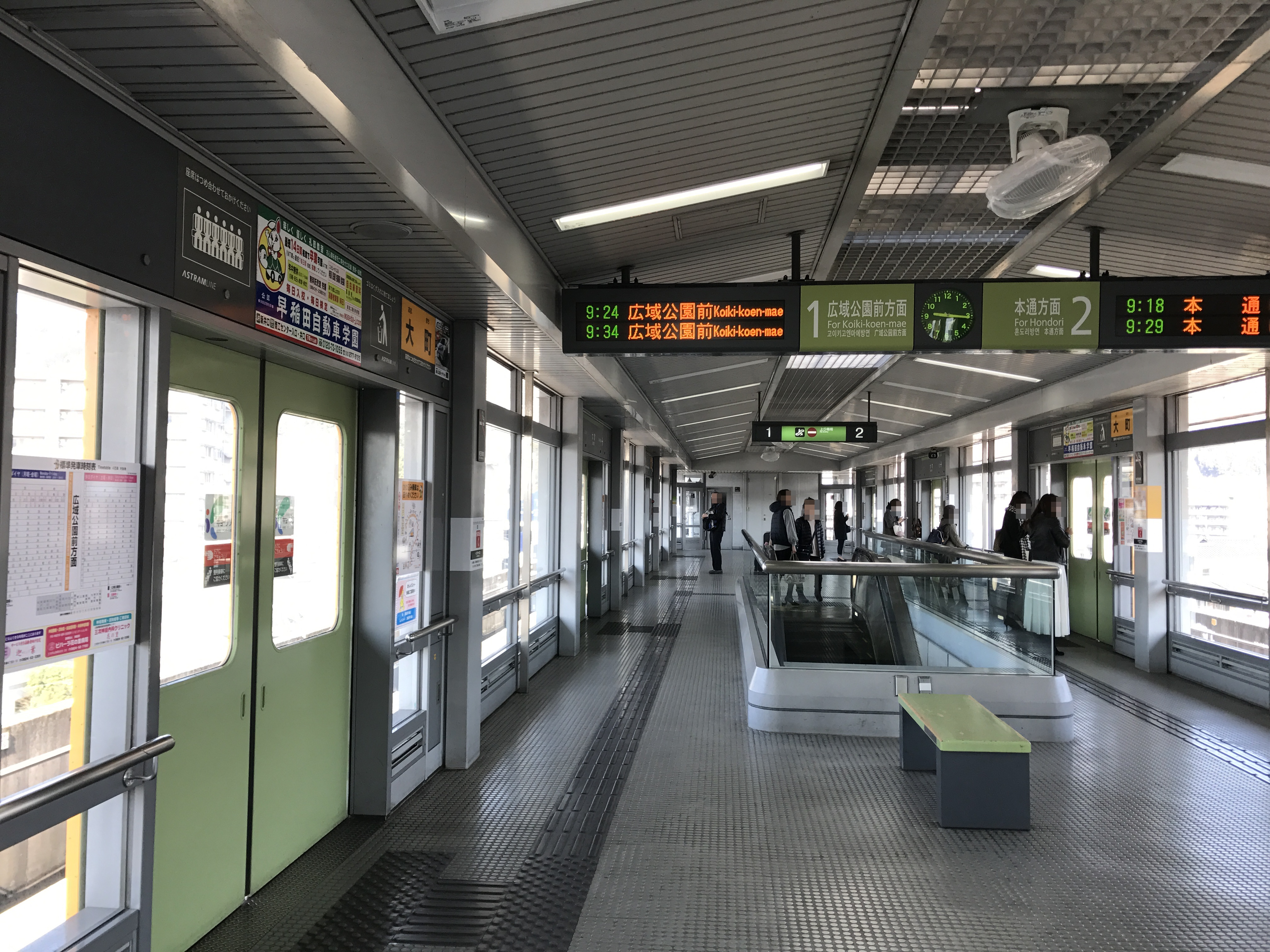
Платформа станции с платформенными раздвижными дверьми в марте 2017 года.